# 3549 Гапке
3549 Гапке (3549 Hapke) — астероїд головного поясу, відкритий 30 грудня 1981 року.
Названий на честь американського планетолога Брюса Гапке.